# 9. pehotni polk (Avstro-Ogrska)
Za druge 9. polke glejte 9. polk.
9. pehotni polk (izvirno nemško Infanterie Regiment Nr. 9; dobesedno slovensko: Pehotni polk št. 9) je bil pehotni polk k.u.k. Heera.

## Poimenovanje
- Galizisches Infanterie Regiment »Clerfait« Nr. 9/Galicijski pehotni polk »Grof Clerfait« št. 9
- Infanterie Regiment Nr. 9 (1915 - 1918)

## Zgodovina
Polk je bil ustanovljen leta 1725. 

### Prva svetovna vojna
Polkovna narodnostna sestava leta 1914 je bila sledeča: 73% Rutencev, 20% Poljakov in 7% drugih. Naborni okraj polka je bil v Stryju, pri čemer so bile polkovne enote garnizirane sledeče: Przemyśl (štab, I. in IV. bataljon), Stryj (II. bataljon) in Radymno (III. bataljon).
Med prvo svetovno vojno se je polk bojeval tudi na soški fronti.
V sklopu t. i. Conradovih reform leta 1918 (od junija naprej) je bilo znižano število polkovnih bataljonov na 3.

## Organizacija
1918 (po reformi)
- 1. bataljon
- 2. bataljon
- 3. bataljon

## Poveljniki polka
- 1859: Franz Thun-Hohenstein[8]
- 1865: Adolph Baumbach[9]
- 1879: Heinrich Pelican[10]
- 1908: Franz Schreitter von Schwarzenfeld[11]
- 1914: Felix Cyprus-Sobolewski von Sobolow[1]